# Zélim Perret
Zélim Perret (* 29. Juli 1823 in La Chaux-de-Fonds; † 22. Dezember 1889 ebenda; heimatberechtigt in Renan) war ein Schweizer Politiker (liberal).

## Leben
Perret macht bei seinem Vater Daniel Henri eine Berufslehre als Uhrmacher und übernahm dessen Geschäft. Zwischenzeitlich wollte Perret sich in Berlin niederlassen, wurde aber aufgrund seiner republikanischen Gesinnung ausgewiesen. Neben seiner Tätigkeit als Uhrmacher gründete er 1864 die Banque Perret.
Von 1865 bis 1868 war Perret Mitglied des Stadtrats und von 1865 bis 1889 des Generalrats (Legislative) von La Chaux-de-Fonds. Er sass von 1860 bis 1862 sowie von 1868 bis 1883 im Grossrat des Kantons Neuenburg. Bei den Schweizer Parlamentswahlen 1869 wurde er für die liberale Partei in den Nationalrat gewählt, dem er bis 1875 angehörte.
Perret war in unterschiedlichen, lokalen Vereinen und Institutionen tätig. Er wirkte zudem als Verwaltungsrat des Chemin de fer du Jura-Industriel sowie als Spitaldirektor. In der Schweizer Armee hatte er den Rang eines Majors, während er 1870/1871 als Kommandant des Waffenplatzes La Chaux-de-Fonds wirkte.